# Karl Istaz
Karl Istaz (Antwerpen, 3 augustus 1924 - Tampa, 28 juli 2007) was een Belgisch professioneel worstelaar. Hij was actief in het New Japan Pro Wrestling en World Wide Wrestling Federation (WWWF) als Karl Gotch.

## In worstelen
- Finishers
  - German suplex
  - Gotch Piledriver

- Signature moves
  - Bow and arrow stretch
  - Cross armbar
  - Cross kneelock
  - Crossface chickenwing
  - Gotch Special (Chickenwing with headscissors)
  - Underhook suplex

## Erelijst
- American Wrestling Alliance (Ohio)
  - AWA World Heavyweight Championship (1 keer)

- New Japan Pro Wrestling
  - NJPW Real World Championship (2 keer)

- World Championship Wrestling (Australia)
  - IWA World Heavyweight Championship (1 keer)

- World Wide Wrestling Federation
  - WWWF World Tag Team Championship (1 keer met Rene Goulet)

- World Wrestling Association (Los Angeles)
  - WWA World Tag Team Championship (1 keer)

- Professional Wrestling Hall of Fame and Museum
  - Class of 2007

- Wrestling Observer Newsletter awards
  - Wrestling Observer Newsletter Hall of Fame (Class of 1996)